# Pop Smoke
Bashar Barakah Jackson (Brooklyn, 20 de julho de 1999 — Los Angeles, 19 de fevereiro de 2020), mais conhecido pelo nome artístico Pop Smoke, foi um rapper, cantor e compositor estadunidense. Ele colaborou com o rapper Travis Scott, entre outros.
Sua primeira mixtape, Meet The Woo, foi lançada no dia 26 de julho de 2019, que teve músicas de grande sucesso, como "Welcome To The Party" e "Dior". Sua música "Gatti" (com Travis Scott e JACKBOYS) alcançou o número 69 na parada de singles dos EUA. Sua segunda mixtape, Meet the Woo 2, com músicas como "Invincible", "Shake The Room" (com Quavo) e "Christopher Walking" foi lançada em 7 de fevereiro de 2020, menos de duas semanas antes da morte de Jackson, e alcançou o número sete na Billboard 200.
No dia 19 de fevereiro de 2020, Jackson levou um tiro no estômago e morreu aos 20 anos de idade em decorrência de um roubo na casa que ele havia alugado em Hollywood Hills.
Seu primeiro álbum de estúdio, Shoot For The Stars, Aim For The Moon, foi lançado em 3 de julho de 2020 e teve como produtor-executivo o rapper 50 Cent, o qual era a principal inspiração de Jackson. O álbum estreou em primeiro lugar na Billboard 200 e todas as suas 19 músicas alcançaram a Billboard Hot 100. O álbum teve vários singles de sucesso, como "For The Night" (com Lil Baby e DaBaby) e "What You Know Bout Love".
Jackson também teve uma participação no filme Boogie, lançado em 2021, com o papel do personagem "Monk" e também fazendo parte da trilha-sonora do filme, com as músicas "AP", "Fashion" (com Polo G) e "No Cap (Remix)" (com M24).
O seu segundo álbum de estúdio, Faith, foi lançado no dia 16 de julho de 2021. O primeiro single do álbum, "Demeanor" (com Dua Lipa), foi lançado no dia 20 de julho de 2021 nos Estados Unidos. Faith estreou em primeiro lugar na semana de 31 de julho de 2021 da Billboard 200, fazendo de Jackson o primeiro artista na história a ter dois álbuns póstumos estreando em primeiro lugar na parada.

## Início da vida
Bashar Barakah Jackson nasceu no dia 20 de julho de 1999, no Brooklyn, em Nova York, com uma mãe jamaicana, Audrey Jackson, e um pai panamenho, Greg Jackson. Ele tinha um irmão mais velho chamado Obasi. Jackson frequentou nove escolas diferentes enquanto crescia em Canarsie, Brooklyn. Ele tocava tambores africanos em sua igreja local quando era criança. Jackson foi expulso da oitava série por trazer uma arma para a escola e passou dois anos em prisão domiciliar após ser condenado de porte de arma. Jackson começou a jogar basquete como um armador e escolta. Ele se mudou para Filadélfia para entrar na Rocktop Academy. Mais tarde, Jackson foi forçado a desistir após ser diagnosticado com um sopro cardíaco, e ele eventualmente voltou para a vida de rua.

## Carreira
Em uma entrevista para a Genius, ele disse que seu nome artístico Pop Smoke é uma combinação de "Poppa", um nome dado a ele por sua avó panamenha, e "Smocco Guwop", um apelido de amigos de infância. Ele começou sua carreira musical em 2018 quando ele visitou um estúdio de gravação no Brooklyn com o rapper Jay Gwuapo. Após Gwuapo ficar chapado de drogas, ele acabou dormindo. Pop Smoke entrou na cabine para tentar rimar pela primeira vez, apenas para ver se ele conseguiria. Ele usou um beat que ele pegou do canal do YouTube do produtor 808Melo e gravou sua primeira música "Mpr (Panic Part 3 Remix)". No dia 28 de janeiro de 2019, ele lançou "Flexin'". Enquanto isso, Pop Smoke fez amizade com o produtor Rico Beats, que era conhecido do executivo de registro Steven Victor.
Os três organizaram uma entrevista, e em Abril de 2019, Pop Smoke assinou com a Victor Victor Worldwide, uma subsidiária da Universal Music. Em 23 de abril de 2019, Pop Smoke lançou o single que o fez famoso, "Welcome to the Party", que foi produzido por 808Melo. Dois remixes da música foram gravados, um com Nicki Minaj e o outro com Skepta. Pop Smoke lançou sua mixtape de estréia, "Meet the Woo", em 26 de julho de 2019. De Outubro a Dezembro de 2019, Pop Smoke lançou uma abundância de singles, incluindo "War" com Lil Tjay, e "100k On A Coupe" com Calboy. Em 27 de dezembro de 2019, Pop Smoke apareceu no álbum de compilação "JackBoys", da gravadora de Travis Scott, a Cactus Jack Records, na música "Gatti" que foi acompanhada de um videoclipe. "Gatti" estreou em número 69 na Billboard Hot 100, dando a Pop Smoke sua primeira aparição na Hot 100. Em 16 de janeiro de 2020, Pop Smoke lançou "Christopher Walking". Em 7 de fevereiro de 2020, Pop Smoke lançou sua segunda mixtape "Meet the Woo 2", com participações especiais de Quavo, A Boogie wit da Hoodie, Fivio Foreign e Lil Tjay.
A mixtape estreou em número 7 na Billboard 200, sendo seu primeiro trabalho a chegar no top 10 dos Estados Unidos. Cinco dias após seu lançamento, uma versão deluxe da mixtape com três novas músicas, cada uma com uma participação especial, consistindo de Nav, Gunna, e PnB Rock. Ainda em Fevereiro, Pop Smoke anunciou em suas redes sociais sua turnê de estreia, "Meet the Woo Tour", para promover ambas as suas mixtapes. A turnê seria iniciada nos EUA em Março de 2020 e seria finalizada no Reino Unido em Abril de 2020, mas foi cancelada após a morte de Jackson no dia 19 de fevereiro de 2020.

## Questões legais
Em 17 de janeiro de 2020, após retornar da Paris Fashion Week, Pop Smoke foi preso por autoridades federais no Aeroporto Internacional John F. Kennedy após roubar um Rolls-Royce Wraith, com o valor estimado em US$375.000, cujo dono reportou como roubado após Pop Smoke ter supostamente pego ele emprestado na Califórnia para a filmagem de um videoclipe na condição que ele seria devolvido no próximo dia. Investigadores acreditam que ele arranjou o transporte do carro em uma caminhonete para Nova York. Ele postou uma foto de si mesmo em frente do carro roubado no Instagram e no Facebook. O carro foi recuperado pelas autoridades na casa da mãe de Pop Smoke, em Canarsie, Brooklyn.
A polícia tentou fazer com que Pop Smoke entregasse informações sobre os Crips após sua prisão. Eles o questionaram sobre um tiroteio não fatal que aconteceu no Brooklyn em Junho de 2019. A polícia pensava que ele havia informações sobre o tiroteio pois eles alegaram que haviam imagens de vídeo dele dirigindo um carro de ré próximo a cena do crime. A polícia também tentou pressionar Pop Smoke com a finalidade dele dizê-los mais informações sobre os Crips, GS9, e outras gangues de rua do Brooklyn, mas ele se negou a falar.
A polícia condenou Pop Smoke com uma pena de roubo de carros federal após pressionarem ele novamente sobre sua conexão com os Crips e mais tiroteios não-fatais. Ele novamente se negou a cooperar, pagou uma fiança de US$250.000, e concordou em ficar longe de membros de gangue conhecidos e em fazer testes de droga para os serviços pré-julgamento dos EUA. As condições nas quais Pop Smoke foi colocado impediram algumas de suas performances, como o "BK Drip Concert" no Kings Theatre em Flatbush, em Fevereiro de 2020, pois membros de gangue estariam na plateia.

## Morte
Em 19 de fevereiro de 2020, Jackson estava alugando uma casa cuja dona era a estrela do The Real Housewives Teddi Mellencamp e seu marido, Edwin Arroyave, em Hollywood Hills, Califórnia. Aproximadamente às 4:30 PST (9:30 BRT), 4 homens encapuzados, incluindo um vestindo uma máscara de esqui e carregando uma arma de fogo, invadiram a casa. A LAPD recebeu notícias da invasão domiciliar por uma ligação da Costa Leste. A polícia chegou na casa seis minutos depois e encontrou Jackson com múltiplos ferimentos de bala. Ele foi levado ao Cedars-Sinai Medical Center, onde os médicos performaram uma toracotomia no lado esquerdo de seu peito. Algumas horas depois, ele foi pronunciado morto aos 20 anos de idade.
Em 21 de fevereiro, o Los Angeles County Department of Medical Examiner-Coroner revelou que a causa da morte de Jackson foram ferimentos de bala ao tronco. Investigadores acreditam que a casa foi um alvo para invasões domiciliares após vários roubos que aconteceram em casas alugadas por músicos. A LAPD primeiramente considerou que a causa da morte de Jackson era relacionada a gangues como ele era relacionado com os Crips. Também suspeitaram que seus assassinos poderiam ser afiliados com gangues. A LAPD depois acreditou que sua morte foi consequência de um roubo em casa que deu errado.
No dia anterior à sua morte, Jackson e seu amigo Michael Durodola tinham postado várias imagens nas redes sociais, incluindo uma na qual o endereço da casa de Mellencamp pode ser visto no fundo da imagem. O rapper também postou uma história no Instagram e no Facebook de presentes que ele havia recebido. Um deles mostrou o endereço completo da casa no pacote, informando sua localização.
O corpo de Jackson foi originalmente planejado para ser enterrado no Cemitério Cypress Hills mas foi depois mudado para o Cemitério Green-Wood. Família, amigos, e fãs de Jackson foram à sua cidade-natal, Canarsie, Brooklyn, para mostrar seus respeitos. Seu caixão foi carregado em uma carruagem puxada por cavalos e foi cercada por janelas de vidro e cortinas brancas.
Em 9 de julho de 2020, três homens adultos e dois menores de idade foram presos pelo assassinato do rapper. Os suspeitos de matarem Jackson foram identificados como Corey Walker, 19; Keandre D. Rodgers, 18; Jaquan Murphy, 21, e dois menores de idade que tinham 15 e 17 anos na época do assassinato.
Walker e Rodgers foram cada um culpados das acusações de homicídio com uma circunstância especial que alegou que o assassinato foi cometido "durante a prática de um roubo e um assalto". Um juíz depois determinou que Rodgers ainda era um menor na época do assassinato de Jackson. Walker está sendo defendido pelo advogado de defesa Christopher Darden, um ex-promotor do caso de assassinato de O.J. Simpson. Depois que Walker recusou qualquer outro atraso em seu caso, testemunhas deveriam testemunhar em uma audiência preliminar em Março de 2021. Walker é elegível para a pena de morte ou perpétua sem liberdade condicional se condenado das acusações de homicídio. Os dois menores também foram acusados de homicídio e roubo na corte juvenil. Murphy foi depois acusado de tentativa de homicídio. Com a eleição de George Gascón em Novembro de 2020, a pena de morte não será seguida por causa do juramento de Gascón de nunca tentar uma pena de morte. Os menores nunca foram elegíveis para a pena de morte, pois a lei da Califórnia proibiu a pena de morte como uma sentença legal para menores de idade junto com o caso da Suprema Corte "Roper v. Simmons" proibindo o uso de pena de morte para menores de 18 anos de idade.
Em Maio de 2021, novos detalhes mostraram que Jackson estava tomando um banho na casa alugada pelo Airbnb quando homens mascarados invadiram a casa por uma varanda no segundo andar da casa. Uma mulher que estava com Jacksom na hora da invasão na casa tinha uma arma apontada para a sua cabeça, e um dos invasores ameaçou matá-la, dizendo, "Cala a boca. Você quer morrer?". A mulher ouviu Jackson tendo dificuldades no chuveiro e depois o ouviu gritando.
Jackson correu do banheiro e depois a mulher ouviu um tiro e ouviu ele caindo no chão. Dois outros invasores começaram a chutá-lo. Jackson conseguiu levantar e descer as escadas, mas não antes a mulher ouviu mais dois tiros. Ela seguiu Jackson, o viu no chão e gritou para Michael Durodola ligar para o 911. Foi acreditado que os invasores roubaram o relógio de ouro de Jackson e outras joalherias antes de saírem correndo da casa.
Em Maio de 2020, o menino de 15 anos de idade, o mais novo entre os quatro invasores, alegadamente admitiu ter matado Jackson por causa de um relógio Rolex cravejado com diamantes durante uma entrevista gravada com um companheiro de cela em um centro de detenção juvenil. O menino de 15 anos de idade disse ao companheiro de cela que Jackson primeiramente cooperou com os pedidos por joalheria, mas depois tentou lutar contra eles, e uma briga começou, na qual Jackson foi agredido com a arma e levou um tiro de uma Beretta M9. Os invasores fugiram com seu Rolex, o qual eles venderam por US$2.000.

## Legado
Os pais de Jackson, Audrey e Greg Jackson compartilharam memórias de seu filho antes de dizer como a violência com armas de fogo o levou embora deles.
Em 19 de fevereiro, às 04:00, uma arma foi usada para levar meu filho embora de mim. Vocês o conhecem como Pop Smoke, nós o chamamos de 'Shar'. Por causa da violência com armas, eu nunca irei ver meu filho seguir nossos passos, tendo-os dois de cada vez; ele nunca mais vai poder segurar minhas mãos novamente e dançar comigo; ele nunca mais vai poder entrar em meu quarto e fazer pose de músculo na frente do espelho. Violência com armas de fogo destrói famílias. Isso deve parar.ㅤㅤㅤㅤㅤㅤㅤㅤㅤㅤㅤㅤㅤ— Audrey Jackson durante um anúncio para a "Gun Violence Destroys Families"
Danny Schwartz escreveu no The Ringer que "Pop Smoke conquistou o rap de New York e deu à cidade o tipo de estrela pronta pra brilhar e potencialmente definidora que não haviam visto em anos". Ele também disse que "em New York City, Welcome to the Party foi mais onipresente que outros hits como Old Town Road."
A ética de trabalho de Pop Smoke foi amplamente elogiada por seus colegas na indústria musical. Produtor executuvo de seu álbum póstumo de estreia, 50 Cent, revelou que Smoke estava sempre "escrevendo o que 50 dizia" em seu celular, Quavo acrescentou que ele "sentia como se ele estivesse falando com alguém que estava no meio do Rap por 3 anos já". Por causa da forte vontade de Smoke de deixar seu estilo de vida antigo, ele motivou jovens de seu bairro para sair das ruas. O Produtor Rico Beats explicou que Smoke começou a "falar para crianças não irem na rota das gangues", querendo ser "uma pessoa melhor".
Alguns meses após sua morte, a família dele anunciou a criação da "Shoot for the Stars", uma fundação lançada por Pop Smoke que tem como objetivo ajudar e inspirar a juventude das ruas com uma plataforma que ajuda a atingir objetivos em meio a viver e crescer em circunstâncias difíceis. Após sua morte, vários murais dele foram criados em Canarsie. Embora suas letras geralmente não lutam contra a brutalidade policial ou racismo, suas músicas, particularmente "Dior", foram popularmente usadas durante os protestos por George Floyd em Nova York como um símbolo de resistência.

## Discografia

### Álbuns de estúdio
- Shoot For The Stars, Aim For The Moon (2020)
- Faith (2021)

### Mixtapes
- Meet the Woo (2019)
- Meet the Woo 2 (2020)

### EPs
- Mood Swings (2020)
- Enjoy Yourself (2020)
- For the Night (2020)

## Prêmios e indicações
| Ano  | Premiação              | Trabalho indicado                       | Categoria                  | Resultado | Ref.          |
| ---- | ---------------------- | --------------------------------------- | -------------------------- | --------- | ------------- |
| 2020 | BET Awards             | Ele mesmo                               | Best New Artist            | Indicado  | [ 75 ]        |
| 2020 | MTV Video Music Awards | Ele mesmo                               | Push Best New Artist       | Indicado  | [ 76 ] [ 77 ] |
| 2020 | MTV Video Music Awards | "The Woo" (com 50 Cent e Roddy Ricch)   | Song of Summer             | Indicado  | [ 76 ] [ 77 ] |
| 2020 | BET Hip Hop Awards     | Ele mesmo                               | Best New Hip-Hop Artist    | Venceu    | [ 78 ]        |
| 2021 | Grammy Awards          | "Dior"                                  | Best Rap Performance       | Indicado  | [ 79 ]        |
| 2021 | Billboard Music Awards | Ele mesmo                               | Top Artist                 | Indicado  | [ 80 ]        |
| 2021 | Billboard Music Awards | Ele mesmo                               | Top New Artist             | Venceu    | [ 80 ]        |
| 2021 | Billboard Music Awards | Ele mesmo                               | Top Male Artist            | Indicado  | [ 80 ]        |
| 2021 | Billboard Music Awards | Ele mesmo                               | Top Billboard 200 Artist   | Indicado  | [ 80 ]        |
| 2021 | Billboard Music Awards | Ele mesmo                               | Top Hot 100 Artist         | Indicado  | [ 80 ]        |
| 2021 | Billboard Music Awards | Ele mesmo                               | Top Streaming Songs Artist | Indicado  | [ 80 ]        |
| 2021 | Billboard Music Awards | Ele mesmo                               | Top Rap Artist             | Venceu    | [ 80 ]        |
| 2021 | Billboard Music Awards | Ele mesmo                               | Top Rap Male Artist        | Venceu    | [ 80 ]        |
| 2021 | Billboard Music Awards | "Shoot For The Stars, Aim For The Moon" | Top Billboard 200 Album    | Venceu    | [ 80 ]        |
| 2021 | Billboard Music Awards | "Shoot For The Stars, Aim For The Moon" | Top Rap Album              | Venceu    | [ 80 ]        |

## Filmografia
| Ano  | Título | Papel     | Notas        |
| ---- | ------ | --------- | ------------ |
| 2021 | Boogie | Monk      | Antagonista  |
| 2021 | TBA    | Ele mesmo | Documentário |